# شوقي شامخ
شوقي شامخ (25 يوليو 1949 - 26 مارس 2009 )، ممثل مصري.
حصل على بكالوريوس تجارة جامعة عين شمس عام 1972، عمل مراجع حسابات بالتربية والتعليم ثم اتجه إلى العمل الفني، وعمل بالمسرح في مسرحيات شاهد ما شافش حاجة، الأستاذ. ومن أعماله التلفزيونية الشهيرة مسلسل أرابيسك وليالي الحلمية وحلم الجنوبي وزيزينيا ومن أعماله السينمائية الشهيرة فيلم كتيبة الإعدام ووزير في الجبس، متزوج من المذيعة نيفين صلاح الدين وله نسرين وأحمد.

## أعماله

### من المسلسلات
| 1. 1986 أزواج لكن غرباء 2. 2009 : العائد. 3. 2008 : هيما. 4. 2007 : لحظات حرجة. ظهر في حلقتان. 5. 2007 : المصراوية - الجزء الأول. 6. 2007 : نافذة على العالم (لم يعرض بعد). 7. 2007 : قيود من نار. 8. 2006 : حارة الزعفراني. 9. 2006 : العندليب. | 1. 2006 : حضرة المتهم أبي. 2. 2005 : أرض الرجال. 3. 2005 : ريا وسكينه. 4. 2005 : لقاء على الهواء. 5. 2004 : عيش أيامك. 6. 2004 : فريسكا. 7. 2003 : ملفات سرية بدور :شوقي الفسخاني. 8. 2003 : قمر سبتمبر. | 1. 2002 : رجل من زمن العولمة. 2. أرابيسك. 3. 1995 : ألف ليلة و ليلة : على بابا والأربعين حرامي. 4. رياح الشرق 5. رأفت الهجان - الجزء الأول. 6. الشهد والدموع. 7. ليالي الحلمية. 8. زيزينيا. |

### من الأفلام
1. 2009 : لمح البصر بدور: خالد وهدان (جاري إنتاجه).
2. 2001 : العاشقان.
3. 1993 : ليه يا بنفسج.
4. 1993: وزير في الجبس.
5. 1991 : الضياع ، الجبلاوي.
6. 1990 : ليل وخونة.
7. 1990 : البحث عن سيد مرزوق.
8. 1990 : تحت الصفر بدور: مصطفى.
9. 1989 : أحلام مسروقة.
10. 1989 : فتوات السلخانة بدور: المعلم زيدان.
11. 1989 : كتيبة الإعدام بدور: كمال.
12. 1988 : سرقات صيفية.
13. 1988 : موعد مع الذئاب.
14. 1987 : عودة الماضي.
15. 1987 : البيه البواب.
16. 1986 : شادر السمك.
17. 1986 : الأوباش.
18. 1986 : رجل لهذا الزمان.
19. 1986 : جذور في الهواء.
20. 1986 : ملف في الآداب.
21. 1985 : استغاثة من العالم الآخر.
22. 1983 : العربجي.

## وفاته
توفي يوم الخميس 26 مارس 2009 داخل إحدى المستشفيات الخاصة بالقاهرة إثر تعرضه لأزمة صحية شديدة، والتي اضطر الأطباء على إثرها لوضعه داخل غرفة العناية المركزة، ولم يعاني من أي شكوى مرضية رغم المجهود الذي كان يقوم به أثناء تصوير دوره في الجزء الثاني من مسلسل المصراوية والذي تم توقفه يومين فقط وهي فترة مرضه .

## روابط خارجية
- شوقي شامخ على موقع IMDb (الإنجليزية)
- شوقي شامخ على موقع الدهليز
- شوقي شامخ على موقع قاعدة بيانات الأفلام العربية
- شوقي شامخ على موقع قاعدة بيانات الفيلم (الإنجليزية)